# قطيفة دموية
القطيفة الدموية (أمارانثيس كروينتس) هو نوع من النباتات الزهرية (كاسيات البذور) التي تنتج الحبوب القطيفة الأساسية المغذية. وهو نبات من ثلاثة أنواع من فصيلة القطيفة تتم زراعته كمصدر للحبوب، والنوعان الآخران هما القطيفة شبه الغضروفية والقطيفة المذنبة]. وفي المكسيك، يُسمى huautli وalegría وباللغة الإنجليزية له عدة أسماء شائعة، منها blood amaranth وred amaranth وpurple amaranth وprince's feather وMexican grain amaranth. وفي ولاية ماهاراشترا، يُطلق عليه اسم shravani maath ("श्रावणी माठ") أو rajgira ("राजगिरा").

## الوصف
القطيفة الدموية هو عشب حولي طويل تعلوه عناقيد من الأزهار ذات اللون الوردي الداكن. ويمكن أن ينمو النبات ليصل إلى مترين (6 أقدام) في الطول، ويزهر في الصيف وحتى الخريف. ويُعتقد أن يكون قد نشأ من القطيفة الحمراء، التي تتشارك معها في العديد من الميزات المورفولوجية. وعادة ما يكون لون النبات أخضر، ولكن كان يتم زراعة أشكال مختلفة باللون الأرجواني لاستخدامها في طقوس الإنكا.

## الاستخدامات
كان يُستخدم هذا النوع كمصدر للغذاء في أمريكا الوسطى في وقت مبكر من عام 4000 قبل الميلاد. وتؤكل البذور كحبوب كاملة غير مطحونة. ويكون لونها أسود في النباتات البرية وأبيض في الشكل المستأنس. ويتم طحنها كي تُستخدم كطحين، وتسويتها مثل الفشار، وطبخها لتصبح حساء الشعير، وتُوضع في السكاكر التي تُسمى أليغريا. ويُمكن طبخ الأوراق مثل السبانخ، كما يمكن إنبات البذور في البراعم المغذية. وبينما لم يعد نبات القطيفة الدموية طعامًا أساسيًا، إلا أنه لا يزال يُزرع ويُباع كـطعام صحي.
كما يُعد هذا النبات محصولاً مهمًا لمزارعي الكفاف في إفريقيا.
وفي ولاية ماهاراشترا، خلال شهر شرافان، يتم تقديم خضراوات مقلية مع جوز الهند المبشور خلال المهرجانات. ويتم استخدام الساق في الكاري المصنوع من فال اللبلاب.
وفي قبيلة الزوني، يتم طحن الجزء الريشي من النبات إلى دقيق ناعم ويُستخدم لتلوين خبر الاحتفالات باللون الأحمر. كما يتم ترطيب الأوراق والأزهار المسحوقة وفركها على الخدين كـأحمر خدود.

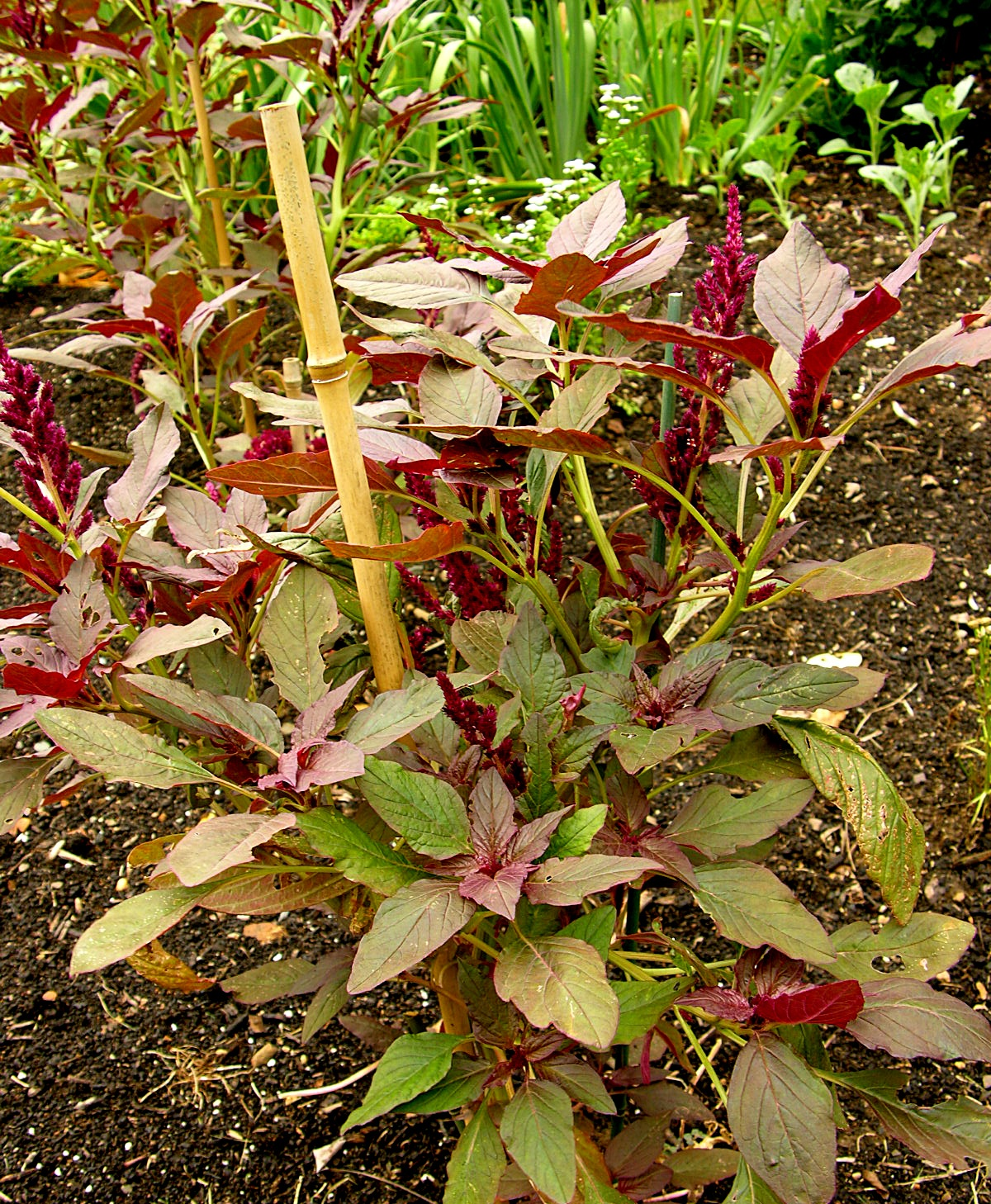
القطيفة الدموية أوراق شجر "أويشبرج"
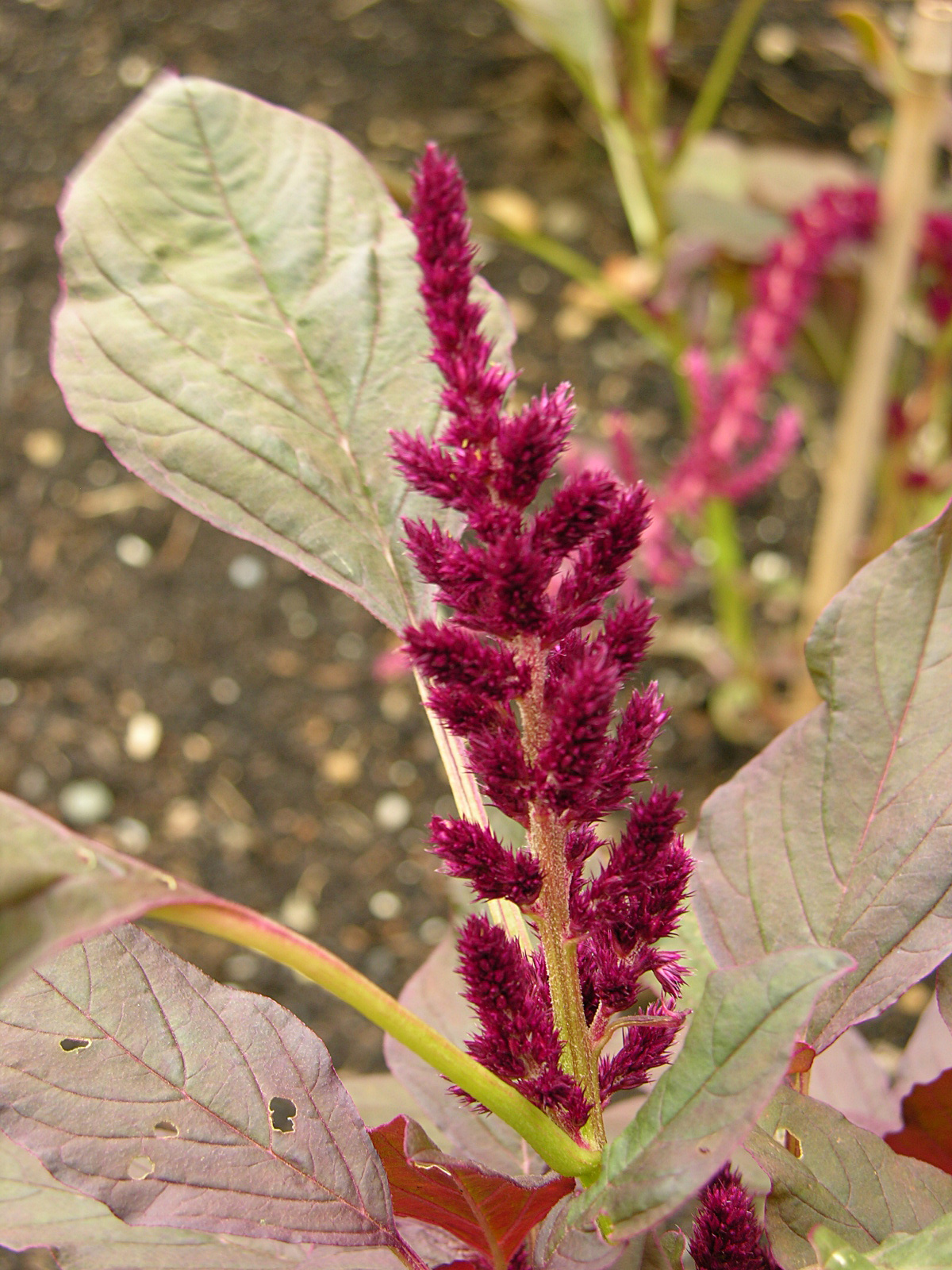
القطيفة الدموية رأس الزهرة "أويشبرج"
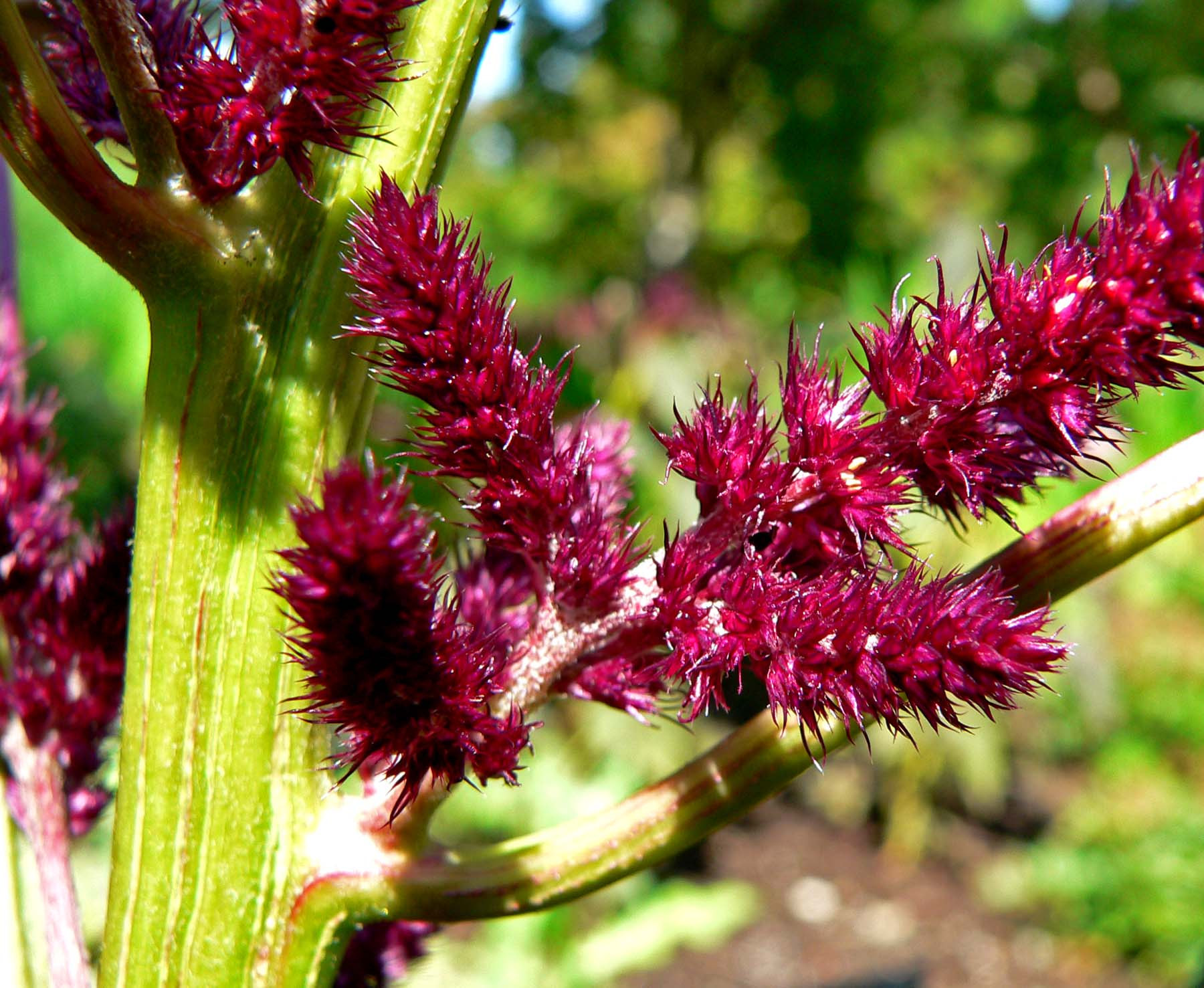
القطيفة الدموية زهرة "فوكس تيل" عن قرب

## وصلات خارجية
- USDA profile Amaranthus cruentus
- Edible plants info page
- Jepson Manual treatment
- Taxonomic, Scientific, and Distribution Information
- Van Wyk, Ben-Erik (2005). Food Plants of the World. Portland, Oregon: Timber Press, Inc. ISBN 0-88192-743-0
- PROTAbase on Amaranthus cruentus